# 亞勒灣
亞勒灣（英語：Yalour Sound），是南極洲的海灣，位於特里尼蒂半島，長6公里、寬1.6公里，連接弗里喬夫灣和南極海峽，處於喬納森島和安德森島之間，現時由南極條約體系管理。